# Онихэктомия

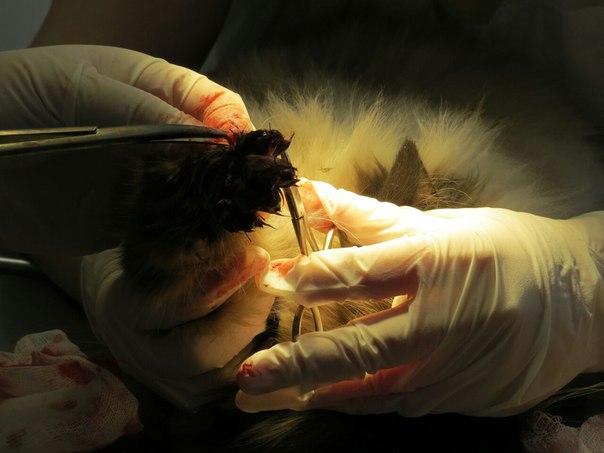
Операция онихэктомия

Онихэктомия — удаление когтей у животных (обычно у домашних кошек). Представляет собой хирургическую операцию, в результате которой ампутируется концевая целая фаланга пальцев вместе с когтями. 

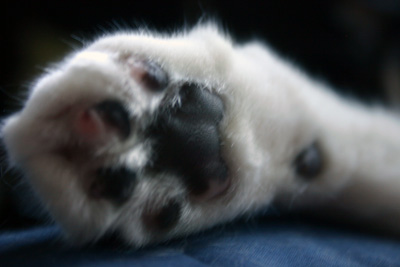
Лапа кошки после онихэктомии

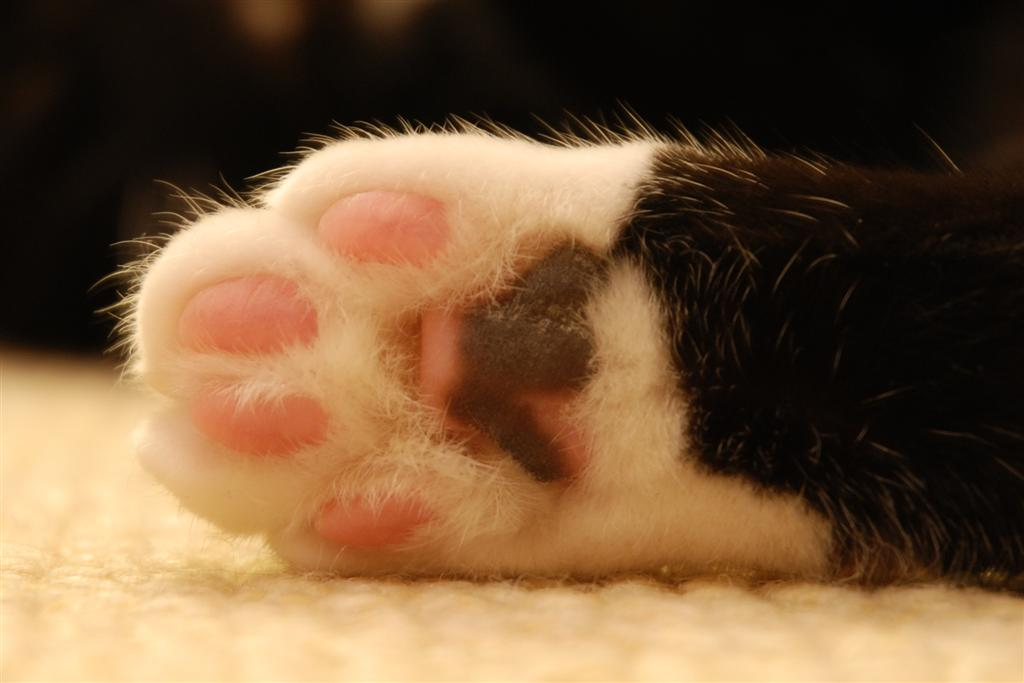
Лапа кошки

## Медицинский аспект
Онихэктомия влечёт за собой много рисков и последствий: риск использования анестезии, риск внесения инфекции, риск чрезмерной кровопотери в результате неаккуратно проведённого хирургического вмешательства. Также может нарушиться координация движений кошки из-за необходимости делать упор на подушечку лапы, а не на пальцы. В случае же, если удалена недостаточная часть пальца, остаток когтя может начать расти внутрь стопы и повторное хирургическое вмешательство будет неизбежно. Также иногда кость пальцев бывает излишне ломкая и может начаться обширное воспаление конечности. Иногда неправильная ампутация приводит к деформации нерва, и, как следствие, к длительным болям. Может возникнуть абсцесс или удалённая фаланга начинает расти заново, необходима новая операция, предполагающая ампутацию третьей фаланги и антибактериальную терапию.
Изменение постановки стопы при ходьбе часто провоцирует развитие артрита. Удаление когтей вызывает ослабление мышц лап, ног, спины; также снижается чувство равновесия. В сочетании с потерей обычной ловкости, обеспечиваемой возможностью мгновенного сцепления когтями с поверхностью, это приводит к тому, что животное без когтей может легко получить травму.

## Этико-правовой аспект
Некоторые хозяева кошек подвергают этой операции своих питомцев, опасаясь возможного заражения через царапины и порчи мебели, однако многие ветеринары и владельцы кошек считают такую операцию жестокой. Такие операции делаются под наркозом и часто приводят к осложнениям: в том числе к инфекциям, а также сильным болям в лапах. «Онихэктомия наносит непоправимый вред здоровью животного и ни в коем случае не является аналогом простого подстригания когтей». Такие операции достаточно редко проводятся за пределами США, где по данным опросов около 1/3 кошек искусственно лишены фаланг. В Германии, Швейцарии и Великобритании (2006) ампутация когтей у кошек запрещена законом, а во многих других европейских странах она также запрещена в рамках Европейской конвенции по защите домашних животных. Исключение делается только в том случае, если ветеринар считает эту операцию благом для животного.
Даже во многих странах, где эта операция разрешена, в том числе в России, многие ветеринары отказываются от её проведения, ссылаясь на то, что ампутация когтей делает кошек беззащитными, тем более что обычно кошки учатся при игре с человеком прятать когти и атаковать подушечками лап. Некоторые эксперты также полагают, что ампутация когтей приводит к атрофии мышц и заставляет кошку чаще кусаться. Только молодые кошки могут легко пережить эту операцию: удалять когти у взрослых особей опасно. Против ампутации когтей выступают многие организации по защите животных. Согласно правилам всех международных фелинологических организаций породистые кошки с удалёнными когтями не допускаются к участию в выставках кошек.
В конце марта 2021 года в Государственную думу России был внесён законопроект, которым предлагалось запретить проведение калечащих операций домашним животным (в том числе онихэктомию), если нет ветеринарных показаний. Однако в правительстве первую редакцию не поддержали, пояснив, что такие операции являются жестоким обращением с животными, которое и так запрещено действующим законом. В январе 2023 года депутаты Московской городской Думы направили новую редакцию законопроекта в Госдуму, который в осеннюю сессию планируется внести на рассмотрение в правительство.

## Поведение
Царапанье поверхностей для кошки — это не только уход за когтями, но также способ проявления очень сильного инстинкта — обозначения своей территории. При этом кошка не только оставляет видимые метки — следы от когтей, но и наносит на поверхность секрет желёз на подушечках лап, запах которого чувствуют все кошки. Царапанье помогает животному сохранять психологическое равновесие, чувствовать себя комфортно на своей территории и тренировать соответствующие мышцы. Владельцы и ветеринары отмечают изменения в характере у кошек с удалёнными когтями. Прежде подвижные, дружелюбные животные становятся нелюдимыми и замкнутыми. В первую очередь это связано с потерей кошкой чувства уверенности в себе и возможности обороняться.
Часто, лишаясь своего привычного средства защиты, кошки становятся нервными, пугаными, агрессивными, постоянно применяя последнее оставшееся оружие — зубы. Постоянный стресс, вызванный чувством беззащитности, может приводить к ослаблению здоровья животного. Некоторые кошки перестают пользоваться своим туалетным ящиком; он может ассоциироваться с дискомфортом, испытываемым при попытке «закопать» наполнитель.

## Альтернативы онихэктомии
Альтернативой удалению когтей является приучение кошки точить когти на специально отведённом для этого месте (когтеточке), подрезание омертвевших острых кончиков когтей маникюрными кусачками или специальной когтерезкой, а также «мягкие коготки» — силиконовые наклейки на когти, которые крепятся на клей как накладные ногти у людей. Все эти методы не травматичны, не мешают кошке и не калечат её, безболезненны и безопасны.
В случае использования накладок на когти через некоторое время ношения они отклеиваются (как правило 2-4 недели, по мере отрастания и отслаивания когтя), и процедуру надо повторять. В этих накладках когти на кончике получаются затуплённые и мягкие, лапой не получится поцарапать человека или повредить мебель. Приобрести их можно в зоомагазинах и ветеринарных аптеках.